# Love Is War (film)
Love Is War è un film norvegese del 1970 diretto da Ragnar Lasse Henriksen.